# 浦東大道駅
座標: 北緯31度14分31秒 東経121度30分55秒 / 北緯31.24194度 東経121.51528度
浦東大道駅（ほとうだいどう-えき）は上海市浦東新区に位置する上海地下鉄4号線・14号線の駅である。

## 駅構造
地下駅。ホームドア設置駅。出口は8箇所ある。

### のりば
※全ての路線において案内上ののりば番号は設定されていない。
| 番線                    | 路線   | 行先                             | 備考 |
| ----------------------- | ------ | -------------------------------- | ---- |
| 4号線ホーム（地下2階）  |        |                                  |      |
| 北方面                  | 4号線  | 上海駅・中山公園方面             |      |
| 南方面                  | 4号線  | 浦電路・西蔵南路・上海体育館方面 |      |
| 14号線ホーム（地下3階） |        |                                  |      |
| 西方面                  | 14号線 | 封浜方面                         |      |
| 東方面                  | 14号線 | 桂橋路方面                       |      |

## 歴史
- 2005年12月31日 - 開業。
- 2021年12月30日 - 14号線開業[1]。

## 隣の駅
上海地下鉄
 4号線
楊樹浦路駅 - 浦東大道駅 - 世紀大道駅
 14号線
浦東南路駅 - 浦東大道駅 - 源深路駅